# Raffinerie Schwechat

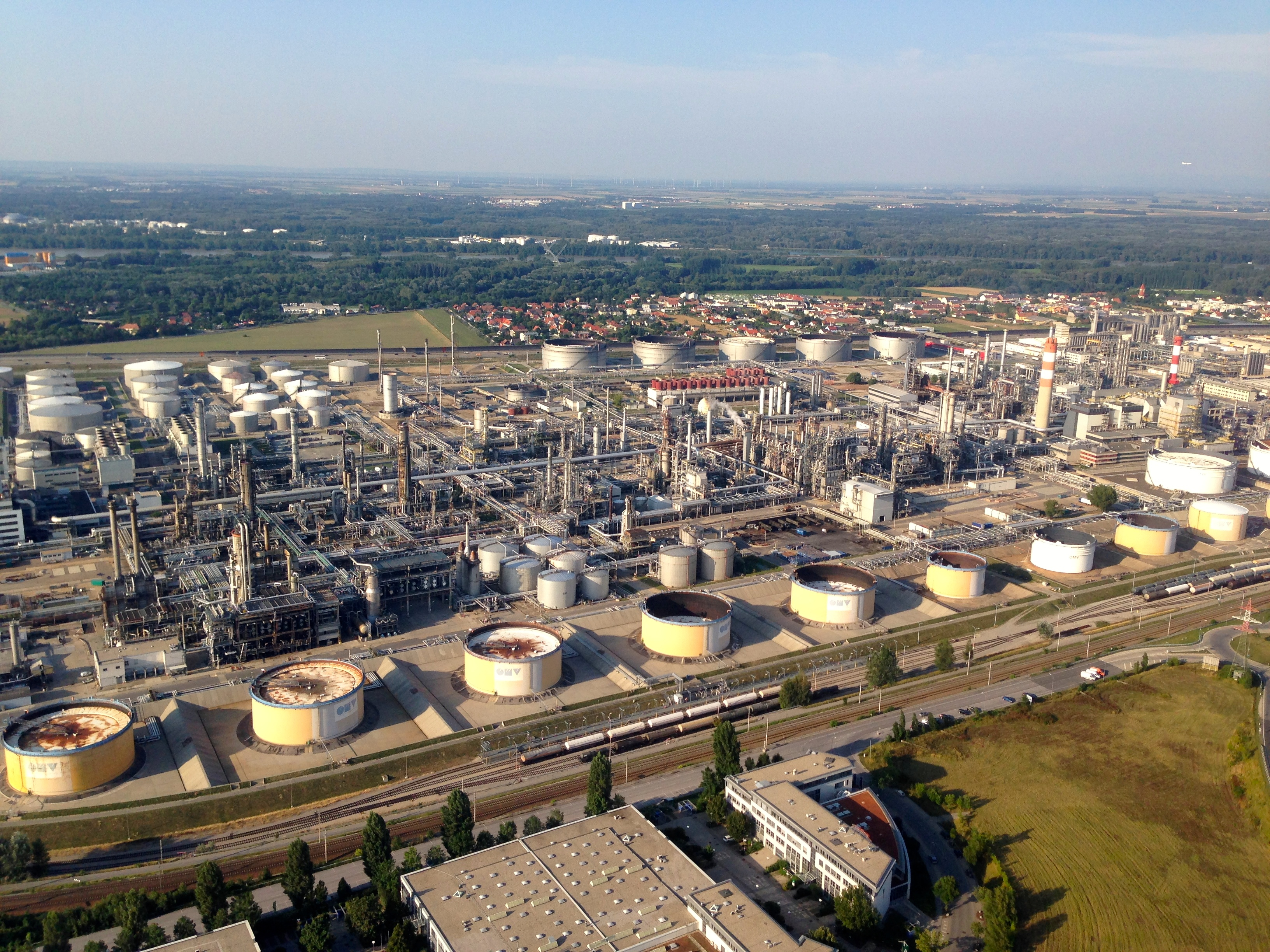
Raffinerie Schwechat (2014)

Die Raffinerie Schwechat ist eine Erdölraffinerie in Schwechat bei Wien und wird von der OMV betrieben. Sie ist die einzige Raffinerie in Österreich.

## Anlage
Die Raffinerie beschäftigte 2020 800 Menschen und erzeugt Benzin, Dieselkraftstoffe, Heizöl schwer, leicht und extraleicht und petrochemische Grundstoffe. Das erzeugte Kerosin wird über eine Pipeline direkt zum nahegelegenen Flughafen Wien-Schwechat gepumpt. Sie emittierte 2018 jährlich 2 824 369 t CO2-Äquivalente und war einer der größten Emittenten von Treibhausgasen in Österreich.
Sie hat einen jährlichen Durchsatz von 9,6 Millionen t Rohöl (Stand 2022). Sie kann den dreifachen Bedarf Österreichs an Ottokraftstoffen (1,5 Millionen t/a) decken, der mehr als viermal höhere Dieselverbrauch (6,5 Millionen t/a) muss jedoch zu etwa 60 % (2021: 57,5 %) durch Importe, hauptsächlich aus der Bundesrepublik Deutschland, Italien und der Slowakei, aber auch aus Slowenien und Ungarn ergänzt werden.
Zudem werden auch weitere Produkte hergestellt, wie etwa Bitumen für den österreichischen Straßenbau oder verschiedenste Chemikalien für die Kunststoff- und Chemieindustrie.

### Verfahrensablauf
Das Rohöl wird auf 380 ° Celsius erhitzt und in eine Rektifikationskolonne geleitet, wo Gas und Primärbenzin, Petroleum und Gasöl für weitere Produktion entstehen. Im nächsten Schritt wird das Rohöl entschwefelt. Die Rohbenzine erhalten durch eine Erhitzung auf 520 ° Celsius unter einem Druck von 10 bar die passende Oktanzahl und werden zur Basis für Kraftstoffe, Schmierstoffe, Heizstoffe und Werkstoffe. Die Rohstoffe werden vermischt und mit Zusatzstoffen versehen. Weiters besteht die Anlage aus einer Abfackelung und einer Rauchgasreinigung.

## Geschichte
Nach zweijähriger Bauzeit 1938 wurde auf den Grundstücken einer ehemaligen Ziegelfabrik in Schwechat bei Wien durch die NOVA Öl- und Brennstoffgesellschaft AG eine für damalige Verhältnisse große Ölraffinerie in Betrieb genommen. Die Kosten der im Februar 1938 in Betrieb genommenen Raffinerie betrugen rund 3,5 Millionen Schilling. Zur Verarbeitung gelangte vor allem rumänisches Erdöl, welches auf der nahegelegenen Donau transportiert wurde und über einen eigenen Verladeterminal durch eine 1,5 Kilometer lange Pipeline in die Tanks der Raffinerie geleitet wurde. Nach dem Anschluss Österreichs wurde die Raffinerie kurzzeitig Teil der I.G. Farben und ging am 1. August 1939 an die Deutsche Erdöl AG (DEA).
Die Anlagen wurden von der DEA großzügig erweitert, so wurden u. a. eine Top- und Crackanlage, eine Kraftstoffraffination, eine Redestillationsanlage, eine Verkokungsanlage sowie 12 Lagertanks und diverse Nebenanlagen errichtet. Ab Juni 1944 kam es zu schweren Luftangriffen auf die Industrie in und um Wien (Luftangriffe auf Wien und Luftangriffe auf Wien und Luftangriffe auf Wiener Neustadt).
. Rund 4.000 Bomben wurden alleine im Bereich von Schwechat abgeworfen, davon trafen ca. 400 direkt die Raffinerie. Unter schwersten Bedingungen und durch Einsatz spezieller Reparaturtrupps konnte die Produktion zumindest in kleinerem Umfang stets wieder aufgenommen werden. Es wurden Treibstoffe sowie Schmiermittel für die Wehrmachttruppen an der Ostfront erzeugt. Am 5. April 1945 (während der Schlacht um Wien) wurde die Raffinerie vor anrückenden Sowjettruppen geräumt.
Nach Kriegsende wurde die Raffinerie von den sowjetischen Besatzungstruppen als Teil des USIA-Betriebes Sowjetische Mineralölverwaltung SMV wieder aktiviert und ausgebaut, zur Verarbeitung gelangte nun österreichisches Erdöl aus dem Weinviertel. Nach Abschluss des Staatsvertrages 1955 ging die Raffinerie in das Eigentum der Republik Österreich über, kurze Zeit später wurde die Österreichische Mineralölverwaltung (ÖMV), die Vorgängerin der OMV, gegründet. Am 22. April 1958 wurde der Grundstein für den Ausbau der neuen Raffinerie gelegt, diese konnte am 27. Juni 1961 eröffnet werden. In den folgenden Jahren wurde die Raffinerie mehrmals ausgebaut und modernisiert.

### Havarie 2022
Am 3. Juni 2022 (am Ende einer am 19. April begonnenen Wartung) kam es bei einer vor der Wiederinbetriebnahme erforderlichen Druckprüfung mit Wasser zu einer Havarie mit zwei leichtverletzten Arbeitern, als die Außenhaut einer 50 m hohen Destillationskolonne mit 8,5 m Durchmesser im unteren Teil (im „Sumpf“) riss. Normalerweise werden täglich 24500 t Rohöl in dieser Kolonne verarbeitet. Da die beschädigte Hauptdestillationsanlage für längere Zeit auszufallen drohte und wegen des für die Wartung geplanten siebenwöchigen Stillstands ohnehin schon OMV-eigene Lagerbestände ausgegeben wurden, ordnete die Bundesregierung wenige Tage später die Freigabe einer ersten Tranche von insgesamt 168 000 t Diesel und Benzin aus der nationalen Treibstoffreserve an. Im Juli gab sie weitere 145 000 t Diesel und Halbfabrikate, im September nochmal 60 000 t Diesel frei. Da auch Ungarn und die Slowakei von Lieferausfällen betroffen waren, griffen diese ebenfalls auf ihre Notstandsreserven zurück. Zusammen mit der Belegschaft der Raffinerie arbeiteten bis zu 320 Personen externer Firmen an der Behebung des Schadens. Unter anderem musste der 100 t schwere Kolonnenkopf abgetrennt und heruntergehoben werden. Mit einer kleineren, eilig optimierten Anlage konnten gut 20 % des normalen Ausstoßes an Treibstoffen hergestellt werden. Zudem organisierte die OMV Treibstoffe über alternative Versorgungswege (z. B. über die Donau) und griff auf Produkte ihrer Raffinerie Burghausen und in Petrobrazi (Rumänien) zurück, so dass es in Österreich nur vereinzelt zu Treibstoffknappheit an Tankstellen kam. Anfang August wurden die finanziellen Folgen der größten Krise in der Geschichte der Raffinerie auf 240 bis 250 Mio. Euro geschätzt. Im Vergleich zum Gewinn der OMV im ersten Halbjahr 2022 in Höhe von 5,6 Mrd. Euro ist der Schaden jedoch gering.
Die Preise in Süddeutschland für Benzin, Diesel und andere Produkte waren wegen dieser Defizite mit Exporten von Burghausen nach Österreich ab Mai erheblich höher als in anderen Teilen Deutschlands.
Etwa 2,6 Millionen Tonnen Diesel und 0,7 Millionen Tonnen Benzin sowie weitere 1 Million Tonnen Produkte wurden nicht produziert.
Die reparierte Anlage bestand Ende September die Wasserdruckprüfung, wurde allmählich hochgefahren und war ab dem 7. Oktober in Vollbetrieb.
Am 24. Februar 2022 begannen russische Streitkräfte den Überfall auf die Ukraine. Höhere Preise und geringere Liefermengen beeinflussten die Energiewirtschaft in Westeuropa erheblich.

## Belege
1. ↑  Die österreichische Mineralölindustrie 2020. Archiviert vom Original (nicht mehr online verfügbar) am 22. August 2022; abgerufen am 22. August 2022.  Info: Der Archivlink wurde automatisch eingesetzt und noch nicht geprüft. Bitte prüfe Original- und Archivlink gemäß Anleitung und entferne dann diesen Hinweis.
2. 1 2 3  OMV-Aktie verliert: Vollbetrieb in Raffinerie Schwechat. finanzen.at, 7. Oktober 2022, abgerufen am 1. Dezember 2022.
3. ↑  Raffinerie Schwechat ist Kraftstoff-Quelle für Millionen Diesel-Pkw, IV Niederösterreich am 18. August 2017
4. ↑  Verified emissions 2018. European Union emissions trading system (EU ETS), abgerufen am 5. September 2021 (englisch).
5. ↑  wes: Jetzt kann es zu Diesel-Engpässen in Österreich kommen. Abgerufen am 7. September 2022.
6. ↑  Guido Tiefenthaler, ORF.at: Mehr als Super: Warum Diesel so teuer ist – und bleibt. 29. März 2022, abgerufen am 15. August 2022.
7. ↑  Warum nach einem Embargo weiter russisches Öl nach Österreich fließen wird. Abgerufen am 6. Dezember 2022 (österreichisches Deutsch).
8. ↑  ANNO, Neues Wiener Tagblatt (Tages-Ausgabe), 1936-04-28, Seite 13. Abgerufen am 22. August 2022.
9. ↑  ANNO, Neues Wiener Tagblatt (Tages-Ausgabe), 1938-02-19, Seite 12. Abgerufen am 22. August 2022.
10. 1 2 3  Erdölraffinerie - Schwechat. Abgerufen am 22. August 2022.
11. ↑  OMV: Raffinerie Schwechat, Geschichte, ohne Datum.
12. ↑  red: Reparatur nach Unfall – OMV-Raffinerie im Notbetrieb. Abgerufen am 1. Oktober 2022.
13. 1 2  OMV will im Herbst in Vollbetrieb sein. 3. August 2022, abgerufen am 16. September 2022.
14. ↑  ORF at/Agenturen red: Unfall bei OMV: Staat gibt Treibstoffreserven frei. 4. Juni 2022, abgerufen am 4. Juni 2022.
15. 1 2  Salzburger Nachrichten: Regierung gibt weitere Ölreserven frei. 11. Juli 2022, abgerufen am 18. August 2022.
16. ↑  Ist die Krise so groß? Gewessler gibt weitere 60.000 Tonnen Diesel aus Ölreserve frei | Exxpress. Abgerufen am 1. Oktober 2022 (österreichisches Deutsch).
17. ↑  Kremsmüller repariert Herzstück der OMV-Raffinerie in Rekordzeit. In: Kremsmüller Anlagenbau. Oktober 2022, abgerufen am 13. Februar 2023.
18. ↑  Tobias Kurakin: Aufgedeckt – So knapp ist Sprit in Österreich wirklich. Abgerufen am 1. Oktober 2022.
19. ↑  noe ORF at/Agenturen red: OMV: 240 Mio. Euro Schaden durch Raffinerieunfall. 28. Juli 2022, abgerufen am 15. August 2022.

Koordinaten: 48° 8′ 43,4″ N, 16° 29′ 53,9″ O